# Židé v Súdánu
Židovská komunita v Súdánu existuje zhruba jedno století. U začátků existence se potýkala s náboženskou netolerancí, které následovala období prosperity až po téměř úplné vymizení zdejší židovské komunity. Takřka celý tento vývoj se udál během 20. století.